# Iso Hirvasjärvi (sjö i Kittilä, Lappland, Finland)
Iso Hirvasjärvi och Pieni Hirvasjärvi, eller Hirvasjärvet är sjöar i Finland. De ligger i kommunen Kittilä i landskapet Lappland, i den norra delen av landet, 800 km norr om huvudstaden Helsingfors. Hirvasjärvet ligger 202,7 meter över havet. Arean är 12,4 hektar och strandlinjen är 1,85 kilometer lång. Sjön  ingår i Kemi älvs huvudavrinningsområde. 